# Guerre de Neuf Ans en Irlande
Batailles
- Clontibret
- Yellow Ford
- Col de Curlew
- Kinsale

La guerre de Neuf Ans en Irlande, en irlandais : Cogadh na Naoi mBliana, se déroula de 1594 à 1603, et a été appelée également rébellion de Tyrone. Elle vit l'affrontement des armées des chefs de clan gaélique Hugh O'Neill, 2e comte de Tyrone, Hugh Roe O'Donnell et leurs alliés aux forces élisabéthaines du gouvernement anglais du Royaume d'Irlande. Bien qu'elle intéressât principalement la province d'Ulster, cette guerre s'étendit à tout le pays. Elle s'acheva par la défaite des chefs irlandais, qui conduisit à leur exil, appelé la fuite des comtes, et aux Plantations en Ulster. Elle ne doit pas être confondue avec la guerre de la Ligue d'Augsbourg, appelée également « guerre de Neuf Ans », dont un épisode se déroulant en Irlande s'acheva par la bataille de la Boyne en 1690.

## Les causes
Cette guerre fut provoquée par l'opposition du chef gaélique irlandais Hugh O'Neill à l'avance de l'État anglais en Irlande, qui, partant de son contrôle sur le Pale, allait finir par gouverner toute l'île. En résistant à cette avance, O'Neill parvint à se rallier d'autres septs mécontents de l'administration anglaise, ainsi que des catholiques opposés à la propagation du protestantisme en Irlande.

### L'ascension d'Hugh O’Neill
Hugh O'Neill (en irlandais Aedh O Neill) était issu du puissant sept O'Neill de Tyrone, qui dominait le centre de la province d'Ulster. Son père fut tué, et il fut lui-même, encore enfant, banni par Shane O'Neill. Il fut élevé dans le Pale, et fut considéré par les autorités anglaises comme un noble digne de confiance. En 1587, il persuada Élisabeth Ire d'Angleterre de le faire comte de Tyrone, titre que portait auparavant son père. Cependant le véritable pouvoir en Ulster était détenu non par le titre légal de comte de Tyrone, mais par la position de chef du clan O'Neill, tenu alors par Turlough Luineach O'Neill. C'était ce statut qui déterminait l'obéissance de tous les O'Neill et de leurs alliés du centre de l'Ulster. En 1595, après beaucoup de sang répandu, il parvint à s'attribuer ce rang.
À l'intérieur du territoire des O'Neill, il lia les paysans à la terre, les plaçant de fait en situation de servage, et les réquisitionnant pour son armée. Son allié, Hugh Roe O'Donnell, lui fournit des mercenaires écossais, appelés Redshanks (chevaliers gambettes en français). Il engagea également un large contingent de mercenaires irlandais, appelés buanadha (« les hommes cantonnés »), commandés par des chefs tels que Richard Tyrell. Pour armer ses soldats, O'Neill acheta des mousquets, des munitions, et des piques en Écosse et en Angleterre. Depuis 1591, O'Donnel, au nom d'O'Neill, était en contact avec Philippe II d'Espagne, sollicitant une aide militaire contre leur ennemi commun, en mettant en avant la religion qu'ils partageaient, le catholicisme. Avec l'aide de l'Espagne, O'Neill fut capable d'armer et de nourrir 8 000 hommes, fait sans précédent pour un noble gaélique, qui se trouvait ainsi prêt à résister à toute tentative anglaise de gouverner l'Ulster.

### Les progrès du gouvernement en Ulster
Au début des années 1590, l'attention du Lord Deputy Fitzwilliam se tourna vers le nord de l'Irlande, car il avait été chargé de mettre cette région sous le contrôle de la couronne anglaise. Une présidence provinciale fut proposée. Le candidat pour cette fonction était Henry Bagenal, un colon anglais installé à Newry, qui devait chercher à imposer l'autorité de la couronne grâce à des shérifs nommés par le gouvernement de Dublin. O'Neill avait enlevé la sœur de Bagenal, Mabel, et s'était marié avec elle contre l'avis de son frère. L'amertume de cet épisode se renforça encore après la mort précoce de Mabel quelques années plus tard, désespérée par le manque d'attention de son mari et la jalousie de ses maîtresses.
En 1591, Fitzwilliam brisa la seigneurie des MacMahon à Monaghan, quand MacMahon, le chef héréditaire du sept, refusa l'imposition d'un shérif anglais. Il fut pendu et sa seigneurie divisée. Il y eut une réprobation générale, certains accusant Fitzwilliam de corruption, et pourtant la même politique fut appliquée à Longford, territoire des O’Farrells, et à Cavan, dans le royaume de Breifne, territoire des O’Reillys. Mais il était évident que toute tentative d'agir de la sorte sur les territoires des O'Neill et des O'Donnell amènerait une résistance armée.
Pour les forces anglaises, la difficulté majeure pour affronter les O'Neill était les défenses naturelles dont bénéficiait l'Ulster. Par voie de terre, il n'y avait que deux points d'entrée possibles dans la province pour des troupes arrivant du sud : Newry à l'est, et Sligo à l'ouest. Entre ces deux points, s'étendaient principalement des montagnes, des forêts, des tourbières et des marais. Le château de Sligo était tenu par le sept O'Connor, menacé constamment par les O'Donnell. La route qui permettait, à partir de Newry, de pénétrer au cœur de l'Ulster, franchissait plusieurs cols, aisément défendables, qui ne pourraient être gardés en temps de guerre qu'au prix d'un écrasant effort de la Couronne en hommes et en argent.
Les Anglais avaient bien mis un pied en Ulster depuis les années 1570, lorsqu'ils avaient implanté une petite colonie autour de Carrickfergus, au nord de Belfast Lough. Mais là non plus le terrain ne leur était pas favorable, le Lough Neagh et le fleuve Bann, dont le cours inférieur traverse l'épaisse forêt de Glenconkyne, constituaient des obstacles efficaces à l'est du territoire des O'Neill. L'absence de port sur la côte nord constituait une difficulté supplémentaire, empêchant les Anglais de mener une attaque amphibie sur les arrières des O'Neill. La situation stratégique des Anglais se compliquait encore davantage à cause de l'interférence des clans écossais, qui fournissaient aux O'Neill des hommes et du matériel, et jouaient avec le besoin des Anglais en une aide locale, tout en gardant un œil sur leur propre influence territoriale.

## Le déclenchement de la guerre
En 1592, Hugh Roe O'Donnell (en irlandais Aedh Ruadh O Domhnaill) avait expulsé un shérif anglais, le capitaine Willis, hors de son territoire de Tir Connell. En 1593, Maguire et O’Donnell s'étaient unis pour résister à l'introduction du shérif Willis dans le comté de Fermanagh de Maguire, et ils avaient commencé à attaquer les avant-postes anglais le long de la limite sud de l'Ulster. O'Neill aida tout d'abord les Anglais, espérant être nommé Lord President de l'Ulster. Élisabeth Ire toutefois craignait qu'O'Neill eût nulle intention de se comporter en simple propriétaire terrien, et que son ambition le poussât plutôt à usurper sa souveraineté, et à devenir un « prince de l'Ulster ». Pour cette raison, elle refusa d'accorder à O'Neill la présidence provinciale, ainsi que toute autre position, qui lui aurait donné autorité sur l'Ulster au nom de la couronne. Lorsqu'il fut clair qu'Henry Bagenal était désigné pour assumer la présidence de l'Ulster, O'Neill comprit qu'une offensive anglaise était inévitable, aussi se joignit-il en 1595 à ses alliés dans une révolte ouverte, en attaquant le fort anglais de Portmore sur la rivière Blackwater.

## Victoire irlandaise à Yellow Ford
Au château de Dublin, les autorités anglaises furent lentes à comprendre l'ampleur de la rébellion. Après l'échec de négociations en 1596, les armées anglaises tentèrent d'envahir l'Ulster, mais elles furent repoussées par une armée entraînée, incluant des mousquetaires, depuis des positions préparées à l'avance. Après la défaite cuisante de la bataille de Clontibret, les offensives anglaises successives furent repoussées les années suivantes. À la bataille de Yellow Ford en 1598, pas moins de 2 000 anglais furent tués, après être tombés dans une embuscade sur la route d'Armagh. Le reste fut encerclé dans la ville elle-même, mais il put négocier son libre passage en échange de l'évacuation de la ville. L'ennemi personnel d'O'Neill, Henry Bagenal, qui commandait l'armée anglaise, fut tué au début de l'engagement. C'était alors la plus lourde défaite jamais subie par l'armée anglaise en Irlande.
Cette victoire encouragea les révoltes dans tout le pays, grâce aux mercenaires payés par O'Neill et aux contingents venus d'Ulster. Ce fut à ce moment-là que la guerre connut son plus grand développement. Hugh O’Neill nomma ses partisans chefs et comtes dans tout le pays, notamment James Fitzthomas Fitzgerald et Florence MacCarthy (en) respectivement comte de Desmond et Chef du nom MacCarthy. Dans le Munster, pas moins de 9 000 hommes entrèrent en rébellion. Les plantations du Munster, la colonisation de la province par des anglais, furent totalement détruites, et les colons, parmi lesquels se trouvait Edmund Spenser, ne durent leur salut qu'à leur fuite.
Seule une poignée de nobles autochtones demeura loyale à la Couronne, alors que leurs parents et leurs alliés se rangeaient du côté des rebelles. Pourtant, toutes les villes et cités fortifiées du pays prirent le parti du gouvernement colonial anglais. Hugh O’Neill, incapable de prendre ces places fortes, fit des ouvertures répétées aux habitants du Pale, pour qu'ils se joignissent à la rébellion, faisant appel à leur catholicisme et à leurs différences avec le gouvernement et l'administration de Dublin. Pourtant, pour la plupart, les vieux-Anglais restèrent hostiles à leurs ennemis héréditaires gaéliques.

## Le commandement du comte d'Essex
En 1599, Robert Devereux, 2e comte d'Essex arriva en Irlande avec une troupe anglaise de plus de 17 000 hommes. Il se rangea à l'avis du Conseil privé irlandais, qui était d'occuper d'abord le sud du pays avec des garnisons, avant de s'attaquer à l'Ulster. Mais cette stratégie dispersa ses forces, et il finit par subir de nombreux revers dans sa progression hasardeuse à travers le sud Leinster et le Munster. Les expéditions qu'il organisa lui-même se révélèrent désastreuses, en particulier celle qui franchit les monts Curlew pour se rendre à Sligo. Elle fut mise en pièces par O'Donnell à la bataille du col de Curlew. Plusieurs milliers de ses soldats, cantonnés dans des garnisons insalubres, moururent de maladies, telles que la typhoïde et la dysenterie.
Quand il se tourna enfin vers l'Ulster, Essex engagea des pourparlers avec O'Neill, et il conclut une trêve qui fut sévèrement critiquée par ses ennemis à Londres. Anticipant un rappel en Angleterre, il partit pour Londres en septembre 1599 sans l'autorisation de la reine. Deux ans plus tard, après avoir tenté, à la tête d'une petite troupe, d'éliminer les armes à la main ses ennemis à la cour d'Élisabeth, il fut condamné à mort et décapité dans la cour de la Tour de Londres. Lord Mountjoy le remplaça en Irlande, se montrant un commandant bien plus capable. Il confia la direction des opérations militaires dans le Munster et l'Ulster respectivement à George Carew et à Arthur Chichester, deux vétérans des guerres irlandaises

## La fin de la rébellion dans le Munster
Carew parvint à réprimer plus ou moins complètement la rébellion dans le Munster pour la mi-1601, usant à la fois de force et de conciliation. À l'été 1601, il avait repris la plupart des principaux châteaux du Munster et dispersé les forces rebelles. Fitzthomas et Florence MacCarthy (en) furent arrêtés et emprisonnés à la Tour de Londres, où ils finirent par mourir. La plupart des autres seigneurs locaux se soumirent une fois que les mercenaires de O'Neill furent expulsés de la province.

## La bataille de Kinsale et l'effondrement de la rébellion
Mountjoy réussit à pénétrer à l'intérieur de l'Ulster grâce à des débarquements de troupe à Derry, qui faisait alors partie du comté de Coleraine, sous le commandement de Henry Dowcra et à Carrickfergus sous celui d'Arthur Chichester. Dowcra and Chichester furent aidés par Niall Garbh O’Donnell (en), un rival de Hugh Roe O'Donnell, et ils dévastèrent la campagne afin de créer une famine, tuant au hasard la population civile, escomptant ainsi affamer les rebelles eux-mêmes. Cette guerre d'usure eut rapidement des effets, et, de plus, elle fixa en Ulster les chefs de clan, occuper à défendre leurs propres territoires. Bien qu'O'Neill réussît à repousser une autre offensive terrestre de Mountjoy à la bataille de Moyry Pass (en), près de Newry en 1600, sa position devenait désespérée.
En 1601, l'expédition espagnole longuement promise arriva enfin sous la forme de 3 500 soldats débarquant à Kinsale dans le comté de Cork, à l'extrême-sud de l'Irlande. Mountjoy fit immédiatement le siège de la ville avec 7 000 hommes. O’Neill, O’Donnell et leurs alliés marchèrent vers le sud, afin de prendre en tenaille, entre eux et les Espagnols, Mountjoy, dont les hommes souffraient de la faim et de maladies. Durant cette marche, O'Neill dévasta les terres de ceux qui ne voulaient pas le soutenir. O'Neill et O'Donnell prirent la décision d'attaquer les Anglais par surprise la nuit du 5 au 6 janvier 1602. Mais sans doute par un manque de coordination, ils ne purent atteindre leur objectif avant l'aube, perdant ainsi l'élément de surprise. L'affrontement se résuma en une série de batailles rangées, connue sous le nom de bataille de Kinsale, au cours de laquelle les forces irlandaises furent mises en déroute.
Les troupes irlandaises se retirèrent en Ulster, afin de se regrouper et d'affermir leur position. Ils perdirent bien plus d'hommes au cours de cette retraite, dans un pays inondé et gelé, que lors de la bataille de Kinsale. La dernière place forte rebelle du sud fut prise lors du siège de Dunboy (en) par George Carew. Hugh Roe O'Donnell partit pour l'Espagne, où il mourut en 1602, plaidant en vain pour un nouveau débarquement espagnol. Son frère, qui assumait alors la direction des O'Donnell, et O'Neill furent réduits à une tactique de guérilla, se battant par petites bandes, tandis que Mountjoy, Dowcra, Chichester et Niall Garbh O’Donnell s'emparaient du pays.

## La fin de la guerre
Mountjoy brisa la pierre d'investiture des O'Neill à Tullyhogue Fort, détruisant symboliquement le clan O'Neill. La famine frappa bientôt l'Ulster, conséquence de la politique de la terre brûlée des Anglais. L'armée de Chichester découvrit que les habitants en étaient réduits au cannibalisme. O’Hagan, O’Quinn, MacCann, des vassaux d'O'Neill, commencèrent à se rendre, et Rory O'Donnell négocia sa capitulation à la fin de 1602. Disposant d'une base sûre dans les vastes et épaisses forêts de Tir Eoin, O'Neill, quant à lui, tint bon jusqu'au 30 mars 1603, jour où il se rendit sous conditions à Mountjoy. Élisabeth Ire venait de mourir une semaine auparavant.

## Conséquences
À la fin de la guerre, le nouveau roi d'Angleterre, Jacques Ier, montra, de façon surprenante, de la bienveillance aux rebelles. O’Neill, O’Donnell et les autres chefs survivants de l'Ulster obtinrent un complet pardon et la restitution de leurs terres. Les conditions étaient l'abandon de leurs titres irlandais, de leurs armées privées, et de leur autorité sur leurs vassaux, et de jurer fidélité seulement à la Couronne d'Angleterre. En 1604, Mountjoy annonça une amnistie pour les rebelles de tout le pays. La raison de cette apparente clémence était que l'Angleterre ne pouvait plus supporter davantage la guerre. L'Angleterre élisabéthaine ne disposait pas d'une armée permanente, et elle ne pouvait pas non plus obliger son Parlement à voter suffisamment d'impôts pour permettre de longues guerres. De plus, elle était déjà impliquée dans une guerre dans les Pays-Bas espagnols. La guerre en Irlande, qui coûta plus de 2 millions de £, avait bien failli mettre en faillite les finances du royaume, lorsqu'elle s'acheva en 1603.
Des sources irlandaises ont prétendu que pas moins de 60 000 personnes étaient mortes en Ulster simplement pendant la famine de 1602-03. Même si ceci est exagéré, en prenant en compte le nombre indéterminé de morts pendant les batailles, les pertes irlandaises peuvent s'élever vraisemblablement à 100 000 personnes. Au moins 30 000 soldats anglais sont morts en Irlande pendant cette guerre, principalement de maladie. Aussi le nombre total de morts dépasse probablement les 100 000.
Bien qu'O'Neill et ses alliés aient bénéficié de clémence à la fin de la guerre, les autorités ne leur firent jamais confiance, et la réciproque fut vraie également. O’Neill, O’Donnell et d'autres seigneurs gaéliques d'Ulster quittèrent l'Irlande en 1607, lors de l'épisode connu sous le nom de fuite des comtes. Ils avaient l'intention d'organiser une expédition à partir d'une puissance catholique d'Europe, de préférence depuis l'Espagne, afin de relancer la guerre, mais ils ne réussirent pas à trouver de commanditaires militaires. L'Espagne avait signé la paix en 1604 avec la nouvelle dynastie Stuart, et elle avait perdu sa flotte lors de la bataille de Gibraltar. Inévitablement, les terres des nobles absents furent confisquées pour la raison qu'ils cherchaient à déclencher une nouvelle guerre, et ces terres furent colonisées lors des Plantations en Ulster. C'est pourquoi la guerre de neuf ans en Irlande est une étape importante dans la colonisation de l'Ulster par les Anglais et les Écossais.